# Карпенко, Андрей Иванович
Андрей Иванович Карпенко (12 июля 1966, Балаково, Саратовская область) — советский и российский футболист, защитник.

## Карьера
Воспитанник СГПТУ-50 на базе московского «Торпедо» Дзержинск. Играл в воронежском «Факеле». В 1993 году вместе с камышинском «Текстильщиком» занял 4-е место в Чемпионате России. Правда дебютировать в еврокубках защитник не успел и по ходу следующего сезона он вернулся в «Факел». Завершил карьеру в клубе «Балаково» из своего родного города.
В 2007 году входил в тренерский штаб «Факела». До этого возглавлял вторую команду клуба. С 2010 по 2013 годы был администратором воронежской команды.